# 256699 Poudai
256699 Poudai è un asteroide della fascia principale. Scoperto nel 2008, presenta un'orbita caratterizzata da un semiasse maggiore pari a 2,5857321 au e da un'eccentricità di 0,0720124, inclinata di 8,79951° rispetto all'eclittica.
L'asteroide è dedicato alla città cinese di Puqian.